# Marktleider
Een marktleider is de organisatie die de markt aanvoert in een bepaald marktsegment. Doorgaans wordt hierbij specifiek gerefereerd aan het marktaandeel, maar soms wordt in uitzonderlijke gevallen ook een speler als marktleider beschouwd zonder dat deze het grootste marktaandeel heeft. Marktleiderschap wordt in een specifieke afgebakende markt gemeten; doorgaans is deze markt op zijn minst geografisch beperkt, vaak aangevuld met andere relevante segmentatiecriteria.
Indien een bedrijf of organisatie de facto de trendsetter is in de betreffende markt, dan wordt soms ook van marktleiderschap gesproken. Andere bedrijven volgen dit bedrijf. Een door de marktleider geïnitieerde verandering in de marketingmix zal dan door de andere partijen in de markt gevolgd of gepareerd (moeten) worden. De interpretatie van marktleider is dan vooral letterlijk: het is het bedrijf dat richting aan de markt geeft. Doorgaans valt dit echter samen met het hebben van het grootste marktaandeel.
Marktleiderschap is dan ook nauw verbonden met marktdominantie (marktmacht) en marktconcentratie. In die zin zijn mededingingsautoriteiten dan ook geïnteresseerd in marktleiderschap. Centraal hierbij staat de bepaling van de relevante markt. Binnen deze relevante markt kan de marktconcentratie uitgedrukt worden in de Herfindahl-index. Deze index geeft de mate van competitie tussen ondernemingen weer gebaseerd op hun marktaandeel. Een markt met een dominante marktleider heeft een hoge Herfindahl-index, terwijl een markt waarbij de marktleider nauwelijks dominant is juist een lage Herfindahl-index kent. De index kan berekend worden door de gekwadrateerde marktaandelen van elke partij in de relevante markt op te tellen. Het kan daarbij variëren van 0 (voor oneindig veel bedrijven) tot 10.000 (voor één bedrijf met een marktaandeel van 100%).

## Voorbeelden
Enkele voorbeelden van marktleiders en het belang van "de relevante markt" zijn:
- Microsoft: marktleider op het gebied van besturingssystemen voor pc's. Linux is daarentegen marktleider op het gebied van opensourcebesturingssystemen voor personal computers.
- KPN: marktleider op het gebied van vaste telefoonverbindingen in Nederland.
- Shell: marktleider op het gebied van benzine in Nederland, maar Total is marktleider op het gebied van benzine in Europa.
- CITO: marktleider op het gebied van toetsen in Nederland.
- Fortis: marktleider voor woonkrediet in Vlaanderen, terwijl de Rabobank de marktleider in Nederland is.